# 玉井雪雄
玉井 雪雄（たまい ゆきお、男性、1970年2月19日 - ）は日本の漫画家。

## 経歴
兵庫県生まれ。映画の助監督の経験を経て、1992年に『さらば山中』でスピリッツ新人コミック大賞を受賞する。『ゆりかちゃん』は、榎本加奈子主演で1997年に映画化された。
不摂生な漫画家生活でピーク時には90キログラムあった体重をダイエットする目的で自転車（ロードバイク）を始める。後にロードレースを描いた『かもめ☆チャンス』、自身を主人公に自転車ライフを描いた『じこまん〜自己漫〜』の連載も行うようになった。Mt.富士ヒルクライム、スポニチ佐渡ロングライド210への参加経験もある。

## 作品リスト
- さらば山中 - デビュー作
- ゆりかちゃん
- 極嬢ナイアガラ娘
- IWAMAL -岩丸動物診療譚-（『ビッグコミック・スピリッツ』、1997年 - 2000年、小学館、全9巻）
- オメガトライブ (漫画)（『ビッグコミックスピリッツ』2001年40号 - 2005年24号、小学館、全14巻）
- オメガトライブ キングダム（『ビッグコミックスピリッツ』2005年29号 - 2008年29号、小学館、全11巻）
- かもめ☆チャンス（『ビッグコミックスピリッツ』2008年40号 - 2013年36・37合併号、小学館、全20巻）
- じこまん〜自己漫〜（『別冊漫画ゴラク』→『ゴラクエッグ』、日本文芸社、全3巻）
- ばっどまん‐悪太郎‐（『週刊漫画ゴラク』2014年1月3日号（2013年12月20日発売[2]）、日本文芸社、全2巻）
- ケダマメ CHAOS DAMN-AGE MAN X（『ビッグコミックスピリッツ』2014年39号（2014年8月25日発売[3]） - 2015年37・38合併号（2015年8月10日発売[4]）、小学館、全4巻）
- 怨ノ介〜Fの佩刀人〜（『コミック乱ツインズ』2016年5月号 - 2017年3月号、リイド社、全2巻）
- 本阿弥ストラット（『週刊ヤングマガジン』2017年20号（2017年4月17日発売[5]） - 2017年52号（2017年11月27日発売[6]）、講談社、全3巻）
- エチカの時間（『ビッグコミックスペリオール』2019年18号 - 2021年12号[7]、小学館、全5巻）
- OMEGA ONE（『マンガワン』2021年11月22日 - 2024年1月1日[8]、小学館、全7巻） - 4巻以降は電子書籍[9]
- 境怪線の忌子さん（『ビッグコミックオリジナル』2025年2号[10]、2025年4号[11]、『ビッグコミックオリジナル増刊』2025年5月12日号[12] - ） - シリーズ連載[10]
- 餓の島G（『週刊漫画ゴラク』2025年5月23日号[13] - 、既刊1巻）

## アシスタント
- 西村拓